# Mètode d'exhaustió
|  | Aquest article tracta el mètode de trobar l'àrea d'una superfície limitada per una corba a base d'exhaurir la diferència entre l'àrea de la corba i l'àrea d'un polígon inscrit. Pel mètode de demostració a base d'exhaurir tots els casos possibles vegeu Demostració per exhaustió |

El mètode d'exhaustió és un mètode per a trobar l'àrea d'una superfície plana limitada per una corba a base d'inscriure-li una successió de polígons les àrees dels quals convergeixen cap a l'àrea de la superfície que els conté. Si la successió es construeix correctament, la diferència en àrea entre el polígon n-èsim i la superfície que el conté esdevindrà arbitràriament petita a mesura que n esdevé gran. Com que aquesta diferència esdevé arbitràriament petita, els valors possibles per a l'àrea de la superfície són sistemàticament "exhaurits" per les fites inferiors que queden establertes pels membres de la successió. La idea original va ser d'Antifont, tot i que no està del tot clar fins a quin punt la va entendre. Èudox de Cnidos és qui va plantejar la teoria de forma rigorosa. El primer que va utilitzar l'expressió "mètode d'exhaustió" va ser Grégoire de Saint-Vincent a Opus geometricum guadraturae circuli et sectionum coni el 1647.
El mètode d'exhaustió s'ha vist com un precursor dels mètodes del càlcul infinitesimal. El desenvolupament de la geometria analítica i del càlcul integral entre els segles XVII i XIX (en particular la definició rigorosa del límit) han susumit el mètode d'exhaustió de forma que actualment no es fa servir de forma explícita per a la resolució de problemes.

Quadratura del cercle pel mètode d'exhaustió emprat per Arquímedes

Arquímedes va emprar el mètode d'exhaustió com una forma de calcular π a base d'omplir el cercle amb polígons amb un nombre més i més gran de costats. El quocient de l'àrea d'aquests polígons dividida entre el quadrat del radi del cercle esdevé arbitràriament proper al valor real de π a mesura que el nombre de cares del polígon es fa gran.
Altres resultats obtinguts amb el mètode d'exhaustió inclouen
- L'àrea limitada per una recta i una paràbola és 4/3 de la del triangle de la mateixa base i alçada;
- L'àrea d'una el·lipse és proporcional a la del rectangle de cares iguals als eixos de l'el·lipse;
- El volum d'una esfera és 4 cops el del con amb el mateix radi de la base i alçada igual al radi;
- El volum d'un cilindre d'alçada igual al diàmetre és 3/2 del de l'esfera del mateix diàmetre;
- L'àrea limitada per una espiral i un segment recte és 1/3 de la del cercle que té un radi igual a la longitud del segment;
- La utilització del mètode d'exhaustió també va portar (per primer cop) a l'avaluació amb èxit d'una sèrie geomètrica.

Una nova forma del mètode d'exhaustió subministra una fórmula per avaluar una integral definida de qualsevol funció contínua:
{\displaystyle \int \limits _{a}^{b}{f(x)\,dx=\left({b-a}\right)}\sum \limits _{n=1}^{\infty }{\sum \limits _{m=1}^{2^{n}-1}{\left({-1}\right)^{m+1}}}2^{-n}f(a+m\left({b-a}\right)/2^{n}).}
Pot ser útil emprar aquesta fórmula quan no existeixen primitives elementals. També pot ser útil en l'ensenyament del càlcul integral.